# Джек Робінсон (футболіст)
Джек Робінсон (англ. Jack Robinson; нар. 1 вересня 1993 року, Воррінгтон, Англія) — англійський футболіст, лівий захисник клубу «Шеффілд Юнайтед». 
У 2010–2012 роках був наймолодшим в історії «Ліверпуля» гравцем, який дебютував в складі основної команди.

## Біографія

### Клубна
Джек є вихованцем «Ліверпуля». 9 травня 2010 року Робінсон встановив рекорд як наймолодший футболіст який брав участь в матчі «червоних», поки його рекорд у 2012 році не побив інший вихованець ліверпульців Джером Сінклер. Тоді він змінив Раяна Бабела в матчі з «Галл Сіті» в рамках турніру Прем'єр-ліги. На момент виходу на поле Джекові було 16 років та 250 днів і тоді він ще жодного разу не грав за резервні команди. Тим самим він побив рекорд Макса Томпсона , який в 1974 році дебютував у першій команді «червоних» у віці 17 років і 129 днів.
З приходом влітку 2011 року до «Ліверпуля» досвідченого іспанського лівого захисника Хосе Енріке Санчеса, Робінсон втратив навіть місце дублера і на початку 2013 року був відданий в оренду до «Вулвергемптона», а сезон 2013/14, також на правах оренди, провів у «Блекпулі», яким на той момент керував екс-капітан «Ліверпуля» Пол Інс.
28 серпня 2014 року підписав контракт з прем'єрліговим «Квінз Парк Рейнджерс», проте відразу був відданий в оренду до клубу «Гаддерсфілд Таун» з Чемпіоншипу, де провів наступний сезон. За цей час його основна команда КПР також опустилась до другого за рівнем дивізіону Англії і Робінсон був заявлений у її складі.

### Збірна
Грав за юніорські збірні Англії (до 17, 18, 19 та 20 років) і був учасником юнацького Євро-2012, дійшовши з командою до півфіналу.
З 2012 року залучався до складу молодіжної збірної Англії. На молодіжному рівні зіграв у 10 офіційних матчах, забив 3 голи і був учасником молодіжного Євро-2013, на якому англійці програли усі три матчі і не вийшли з групи.

## Титули і досягнення
- Володар Кубка Футбольної ліги (1):

«Ліверпуль»: 2011–12